# Павло (Пономарьов)
Митрополит Павло (Гео́ргій Васи́льович Пономарьо́в; 19 лютого 1952, Караганда, Казахська РСР) — єпископ РПЦ, митрополит Крутицкий і Коломенський. Постійний член Синоду РПЦ. Із 2013 до 25 серпня 2020 року — Мінський та Заславський, предстоятель Білоруської православної церкви.
За даними ГУР, відповідає за діяльність РПЦ у країнах ближнього зарубіжжя.
Тезоімеництво  — 29 червня/12 липня (першоверховного апостола Павла).

## Життєпис
Народився в сім'ї робітників. Після школи служив у Радянській армії. Навчався у профтехучилищі, працював слюсарем та водієм.
1973  — поступив до Московської духовної семінарії, яку закінчив у 1976.
Жовтень 1977  — прийнятий в число братії Троїцько-Сергієвої Лаври, 17 грудня пострижений у мантію з іменем Павло на честь першоверховного апостола Павла.
5 березня 1978  — рукопокладений в сан ієродиякона, а 6 травня— в сан ієромонаха.
1979 —1981  — референт Відділу зовнішніх церковних зв'язків Московського патріархату.
1980  — закінчив Московську духовну академію зі ступенем кандидат богослов'я.
15 вересня 1981  — направлений в російську духовну місію в Єрусалимі.
16 липня 1982  — заступник начальника Російської духовної місії в Єрусалимі.
1983  — зведений в сан ігумена.
29 липня 1986  — призначений начальником російської духовної місії в Єрусалимі, 15 серпня зведений в сан архімандрита.
19 липня 1988  — звільнений від посади начальника російської духовної місії в Єрусалимі.
26 серпня 1988  — визначений намісником Псковсько-Печерського монастиря.

### Архієрейство
19 лютого 1992  — визначено бути єпископом Зарайським, вікарієм Московської єпархії, керуючим патріаршими парафіями в США і тимчасово в Канаді.
21 березня 1992  — наречений, а 22 березня — хіротонія в єпископа Зарайського, вікарія Московської єпархії, управляючого приходами Московського патріархату в США та Канаді.
29 грудня 1999  — призначений єпископом Віденським та Австрійським з порученням архіпастирського проповідування у приходах Угорського благочиння.
19 квітня 2000  — приходи Угорського благочиння були перетворені в самостійну Будапештську та Угорську єпархію, Павло також отримав титул «Віденський та Будапештський».
23 лютого 2001  — зведений в сан архієпископа.
7 травня 2003  — архієпископ Рязанський та Касимівський РПЦ МП.
5 жовтня 2011  — у зв'язку з утворенням Касимівської та Скопинської єпархій титул змінений на «Рязанський та Михайлівський».
6 жовтня 2011  — голова новоутвореної Рязанської митрополії, у зв'язку з чим 8 жовтня — зведений в сан митрополита.
25 грудня 2013  — призначений митрополитом Мінським та Слуцьким, Патріаршим екзархом всієї Білорусі. Відзначив, що «Рязань стала для меня родным домом, и покидать мне её приходится с грустью».
Призначення головою Білоруської церкви людини без білоруського громадянства і знання білоруської мови піддали критиці низка громадських активістів Білорусі. Митрополит пообіцяв отримати білоруський паспорт і вивчити мову, але не зробив цього.
На початку жовтня 2018 року закликав патріарха Константинопольського Варфоломія призупинити процес надання Томосу ПЦУ бо це на його думку «може привести до розколу світового православ'я».
10 серпня 2020 року мирополит Павло повіншував Олександра Лукашенко з перемогою на шостих президентських виборах, проте невдовзі вибачився за завчасне віншування. 17 серпня 2020 року він навідав людей, які потерпіли в ході протестних акцій, що відбулися після виборів.
25 серпня 2020 року був знятий з посади патріаршого екзарха всієї Білорусі і митрополита Мінського і Заславського за власним проханням. Призначений митрополитом Кубані

## Нагороди
- Медаль преподобного Сергія Радонезького 1-го ступеню (18 квітня 1980)
- Орден преподобного Сергія Радонезького 2-го ступеню (31 липня 1987)
- Право здійснення богослужіння із жезлом (27 серпня 1989)
- Орден святого благовірного князя Данила Московського 2-го ступеню (листопад 1992)
- Орден преподобного Сергія Радонезького 2-го ступеню (19 лютого 2002)
- Орден преподобного Серафима Саровського 2-го ступеню (19 лютого 2007)[10]
- Орден 1-го ступеню Кантакузина Катаріна Бранкович (Сербська Православна Церква, 2007)
- Орден преподобного Нестора Літописця 2-го ступеню (Українська Православна Церква, 12 жовтня 2007)
- Орден Святого Хреста, апостола та євангеліста марка (Олександрійська православна церква; 12 жовтня 2007)
- Пам'ятна медаль 1020-річчя Хрещення Русі (27 червня 2008)
- срібний орден святителя Інокентія Московського, просвітителя Америки (Американська православна церква)
- Орден святителя Інокентія, митрополита Московського та Коломенського, ІІ ступеня (2012)[11][12]